# Sanda Tătărescu-Negropontes
Maria Sanda Tătărescu-Negropontes (n. 15 august 1919, Târgu Jiu - d. 20 iulie 2009) a fost un senator român în legislatura 1990-1992 ales în municipiul București pe listele partidului PNL. Maria Sanda Tătărescu-Negropontes a fost senator de la data 30 martie 1992, când l-a înlocuit pe senatorul Ionel Săndulescu.

## Biografie
Sanda Tătărescu-Negropontes a fost fiica premierului Gheorghe Tătărescu și văduva unui om de afaceri grec: Ulise Negropontes. În 1950, Sanda Tătărescu-Negropontes a fost arestată timp de 3 ani, după ce averea i-a fost confiscată iar ea a fost declarată „dușman al poporului”. După 1990, Sanda Tătărescu-Negropontes a luptat cu succes și a recuperat parțial averea familiei.